# Jerzy Wasiukiewicz
Jerzy Wasiukiewicz (ur. 7 stycznia 1966 w Warszawie) – polski rysownik satyryczny, felietonista, autor tekstów satyrycznych, pasków komikowych, specjalizuje się w rysunku typu editorial cartoon. Działacz społeczny i polityczny.

## Życiorys
Pierwszy rysunek opublikował w 1977 w czasopiśmie "Miś". Od 1992 stale obecny w prasie. Debiut satyryczny w piśmie Karuzela. Po roki 1990 publikował m.in. w takich tytułach jak: "Sztandar Młodych", "Newsweek Polska", "Najwyższy CZAS!", "Puls Biznesu", miesięcznikach "WWW" i "Muza". 
W latach 1993–1998 etatowy rysownik, infografik i redaktor odpowiedzialny za dodatek satyryczny Gilotyna w "Super Expressie", publikowany w roku 1995.
W latach 1998–2002 współwydawca (wraz z Jerzym Krzętowskim) miesięcznika satyrycznego "Gilotyna". 
W 2002 wraz z Jerzym Krzętowskim założył Agencję Rysunkową Jurek.pl, skupiającą kilkudziesięciu polskich artystów i zajmującą się rysunkiem satyrycznym, ilustracją prasową oraz karykaturą. Agencja współpracowała głównie z mediami prasowymi, m.in. z Pulsem Biznesu, Super Expressem, Polska The Times, Onet.
W 2004 współtworzył cotygodniowy dodatek satyryczny Gilotyna dla "Super Expressu". Dodatek ukazywał się przez okres 5 miesięcy.
Od 2003 do 2018 roku tworzył dla "Super Expressu" rysunki typu editorial cartoon. 
Od 2018 roku tworzy ilustracje do felietonów dla Księcia Michaela von Liechtenstein publikowanych na Geopolitical Intelligence Services.
Autor tekstów. Publikował felietony m.in.w gazecie Metropol oraz na portalu wPolityce.pl. 
Współzałożyciel i redaktor naczelny portalu internetowego "Dziennik Narodowy" publikowanego pod domeną DziennikNarodowy.pl (2015-2022).
Zasiadał w powołanej w 2013 Radzie Decyzyjnej Ruchu Narodowego oraz w powołanej w 2015 Głównej Komisji Rewizyjnej partii o tej nazwie.
Od 2011 roku członek Zarządu Stowarzyszenia Marsz Niepodległości. 
W 2018 kandydował do sejmiku mazowieckiego z listy komitetu Kukiz’15 - nie uzyskał mandatów. W 2023 startował do Sejmu z listy Konfederacji. 